# Nadia de Santiago
Nadia de Santiago (Madrid, 30 gennaio 1990) è un'attrice e conduttrice televisiva spagnola.

## Biografia
Esordisce come attrice da bambina apparendo in vari film e serie televisive, talvolta anche opere di grande successo come la serie di Telecinco Javier ya no vive solo e quella di Disney Channel Cambio de clase (adattamento dell'italiana Quelli dell'intervallo). A soli 9 anni esordisce inoltre come conduttrice televisiva, lavorando per due stagioni televisive a trasmissioni dedicate a un pubblico di bambini.
Nel 2007 ottiene un ruolo da protagonista nel film Le 13 rose, pellicola che si rivela un successo internazionale sia in termini di pubblico che in termini di critica, consentendole di ottenere una nomina al Premio Goya per la miglior attrice rivelazione. Continua negli anni successivi a recitare in film e produzioni televisive, lavorando in ruoli di primo piano a opere come i film Ali e Musarañas e la telenovela Amare per sempre.
Dal 2017 al 2020 ha interpretato un ruolo da co-protagonista nella serie di Netflix Le ragazze del centralino. A partire dal 2021 recita da protagonista nella serie Il tempo che ti do, anch'essa in esclusiva Netflix, di cui è anche sceneggiatrice e creatrice.
Nel 2025 interpreta il ruolo della protagonista Elena Bianda nella serie di Netflix Manuale per Signorine.

## Filmografia

### Cinema
- Clara y Elena, regia di Manuel Iborra (2001)
- La soledad era esto, regia di Sergio Renán (2002)
- El florido pensil, regia di Juan José Porto (2002)
- Esta noche no, regia di Álvaro Sáenz de Heredia (2002)
- Otros días vendrán, regia di Eduard Cortés (2005)
- Vida y color, regia di Santiago Tabernero (2005)
- Il destino di un guerriero, regia di Agustín Díaz Yanes (2006)
- La hora fría, regia di Elio Quiroga (2006)
- Le 13 rose, regia di Emilio Martínez Lázaro (2007)
- La mujer sin piano, regia di Javier Rebollo (2009)
- Ali, regia di Paco R. Baños (2012)
- Musarañas, regia di Juanfer Andrés (2014)
- Stop Over the Hell, regia di Víctor Matellano (2016)
- El increíble finde menguante, regia di Jon Mikel Caballero (2019)
- 522. Un gato, un chino y mi padre, regia di Paco R. Baños (2019)
- Caleta Palace, regia di José Antonio Hergueta (2023)

### Televisione
- Javier ya no vive solo – Serie TV, 26 episodi (2002-2003)
- Hospital Central – Serie TV, 3 episodi (2002-2006)
- Paraiso – Serie TV, 1 episodio (2001)
- Ana y los 7 – Serie TV, 20 episodi (2004)
- El comisario – Serie TV, 2 episodi (2004; 2006)
- Los serrano – Serie TV, 1 episodio (2005)
- Al filo de la ley – Serie TV, 7 episodi (2005)
- Los hombres de Paco – Serie TV, 5 episodi (2005-2006)
- Cambio de clase – Serie TV, 29 episodi (2006-2007)
- Cuenta átras – Serie TV, 1 episodio (2007)
- 90-60-90: Dario secreto de una adolescente – Serie TV, 9 episodi (2009)
- La seňora – Serie TV, 8 episodi (2009-2010)
- Amare per sempre – Soap opera, 970 episodi (2010-2015)
- Sofia – Miniserie TV, 2 episodi (2011)
- Punta escarlata – Serie TV, 9 episodi (2011)
- Mirabilis – Serie TV, 7 episodi (2013)
- Io ti troverò – Miniserie TV, 3 episodi (2014)
- El ministerio del tempio – Serie TV, 1 episodio (2016)
- El caso. Crónica de sucesos – Serie TV, 1 episodio (2016)
- Le ragazze del centralino – Serie TV, 42 episodi (2017-2020)
- Il tempo che ti do – Serie TV, 10 episodi (2021) – Anche sceneggiatrice
- Manuale per Signorine - Serie TV, 8 episodi (2025)

## Programmi televisivi
- Aquatrix (1999) – Conduttrice
- El Submarino Azul (2000) – Conduttrice

## Teatro
- Cuatro confesiones, regia di Bárbara Santa-Cruz (2014)
- La novia de papá, regia di Joe O’Curneen (2015)